# Зламане світло
Зламане світло (рос. Сломанный свет) — радянський художній фільм 1990 року, знятий режисером Вірої Глоголєвої.

## Сюжет
У центрі сюжету доля людей, відданих творчості, — акторів, художників, музикантів, письменників — на рубежі 80-90-х років минулого століття, в епоху перебудови.

## У ролях
- Віра Глаголєва — Ольга, акторка
- Григорій Гладій — Марк Євдокимов, режисер
- Олександр Феклістов — Вадим, актор
- Світлана Смирнова — Юлька, акторка
- Маргарита Терехова — Катюша, акторка
- Андрій Соколов — Левко, актор
- Ігор Золотовицький — Олег, актор «Ленкоцерта»
- Сергій Курьохін — музикант, відвідувач квартирного концерту
- Фарух Рузіматов — артист балету на прийомі
- Лариса Белогурова — Галка, акторка
- Володимир Еренберг — Майстер, педагог театрального училища
- Всеволод Гаккель — Сева, музикант
- Микола Денисов — Стасик, актор
- Микола Лавров — Толик, кінорежисер
- Варвара Шабаліна — тітка Шура, сусідка Ольги
- Олександр Терехов — син Катюші
- Лариса Бєлогурова — Галка, актриса

## Знімальна група
- Сценаріст : Світлана Грудович
- Режисер : Віра Глаголєва
- Оператор : Ігор Плаксин
- Композитор : Сергій Баневич
- Художник : Енвер Хестанов